# Abubakar Tafawa Balewa
Alhaji Sir Abubakar Tafawa Balewa KBE (desembre del 1912 – 15 de gener del 1966) fou un polític nigerià, i únic primer ministre de la Nigèria independent.

## Carrera
Abubakar Balewa va néixer a finals de 1912 a la ciutat de Bauchi, fill d'un bageri (cap de districte musulmà) al districte de Lere a la divisió de Bauchi. Tot i que és àmpliament (incorrectament) presumit que era haussa, el pare de Balewa, Yakubu Dan Zala, era de fet un ètnic baggara, i la seva mare Fatima Inna era fulani.
Va començar la seva educació a l'escola alcorànica de Bauchi com la majoria del seu contemporanis, va estudiar al Katsina College i aviat va adquirir el seu certificat d'ensenyament. Va retornar a Bauchi per ensenyar a l'escola mitjana de Bauchi. El 1944, juntament amb uns quants mestres del nord, va ser escollit per estudiar a l'estranger per un any a la Universitat de Londres London Institute of Education, el qual avui forma part del Col·legi Universitari de Londres. Al retornar a Nigèria, esdevingué Inspector d'Escoles per l'administració colonial i va entrar després en política. Va ser elegit el 1946, per la Cambra Baixa de la regió del Nord de Nigèria i per l'Assemblea Legislativa el 1947. Com a legislador, fou un advocat en la defensa dels drets de Nigèria del Nord, i juntament amb Alhaji Ahmadu Bello, qui tenia el títol hereditari de Sardauna de Sokoto, va fundar el Congrés dels Pobles del Nord (Northern People's Congress NPC).

## Administració de Balewa
Balewa va entrar al govern el 1952 com a Ministre d'Obres, i més tard com a Ministre de Transport. El 1957, va ser nomenat Ministre en Cap, formant un govern de coalició entre el NPC i el Consell Nacional de Nigèria i els Cameruns (National Council of Nigeria and the Cameroons NCNC), dirigit per Nnamdi Azikiwe. Va retenir el càrrec de Primer ministre quan Nigèria va obtenir la independència el 1960, i va ser reelegit el 1964.
Previ a la independència de Nigèria, una conferència constitucional el 1954 havia adoptat un marc polític regional pel país, amb totes les regions dotades d'una quantitat considerable de llibertat política. Les tres regions llavors estaven compostes de grups culturals diversos. El primers ministres i alguns dirigents prominents de les regions més tard van adoptar una política de guiar les seves regions en una política d'enfrontament amb altres dirigents regionals i progressivament aquest entorn polític va influenciar a l'administració Balewa. El seu període en el càrrec fou turbulent, amb un faccionalisme regional que constantment amenaçava el seu govern.
Tanmateix, com a Primer Ministre de Nigèria, va jugar funcions importants en el continent i el poder dels nous estats. Fou un dirigent important en la formació de l'Organització d'Unitat Africana i va crear una relació cooperativa amb els estats francòfons d'Àfrica. Fou també instrumental en negociacions entre Moise Tshombe i les autoritats congoleses durant la Crisi del Congo de 1960–1964. Va dirigir una protesta contra la Massacre de Sharpeville de 1960 i també va entrar en una aliança amb ministres de la Commonwealth que van voler expulsar a Sud-àfrica d'aquest organisme el 1961. Tanmateix, un càrrec de traïció i la condemna en contra d'un dels dirigents de la regió occidental, Obafemi Awolowo, conduí a protestes per part dels seus seguidors. Les eleccions de 1965 a la regió van comportar protestes violentes. Aldarulls i violència foren aviat associats al polític i al gran resultat obtingut a l'elecció per Awolowo i els adversaris occidentals de Balewa.
Com a Primer ministre de Nigèria, Abubakar Tafawa Balewa, de 1960 a 1961, va ser també advocat dels Afers Estrangers de Nigèria. El 1961, el govern de Balewa va crear un ministeri d'Afers Estrangers i Relacions amb la Commonwealth pel que fou nomenat Jaja Wachuku que va exercir el càrrec de 1961 a 1965, quan el ministeri va passar a ser anomenat d'Afers Externs.

## Enderrocament
Fou enderrocat i assassinat en un cop militar el 15 de gener de 1966, com molts altres dirigents, incloent el seu vell company Ahmadu Bello. Les circumstàncies de la seva mort encara estan sense aclarir. El seu cos va ser descobert a una carretera propera a Lagos sis dies després que fos enderrocat. Balewa va ser enterrat a Bauchi. La notícia del seu assassinat va esperonar aldarulls violents per tot Nigèria del Nord i finalment va portar al contracop de juliol de 1966.

## Honors
El gener de 1960, Balewa fou nomenat cavaller per Elisabet II com a Comandant Cavaller de l'Ordre de l'Imperi britànic. Li va ser atorgat un doctorat honorar de la Universitat de Sheffield el maig de 1960. Avui, el seu retrat adorna els bitllets de 5 naira. La Universitat Abubakar Tafawa Balewa Universitat a Bauchi es diu així en el seu honor.